# Berrea

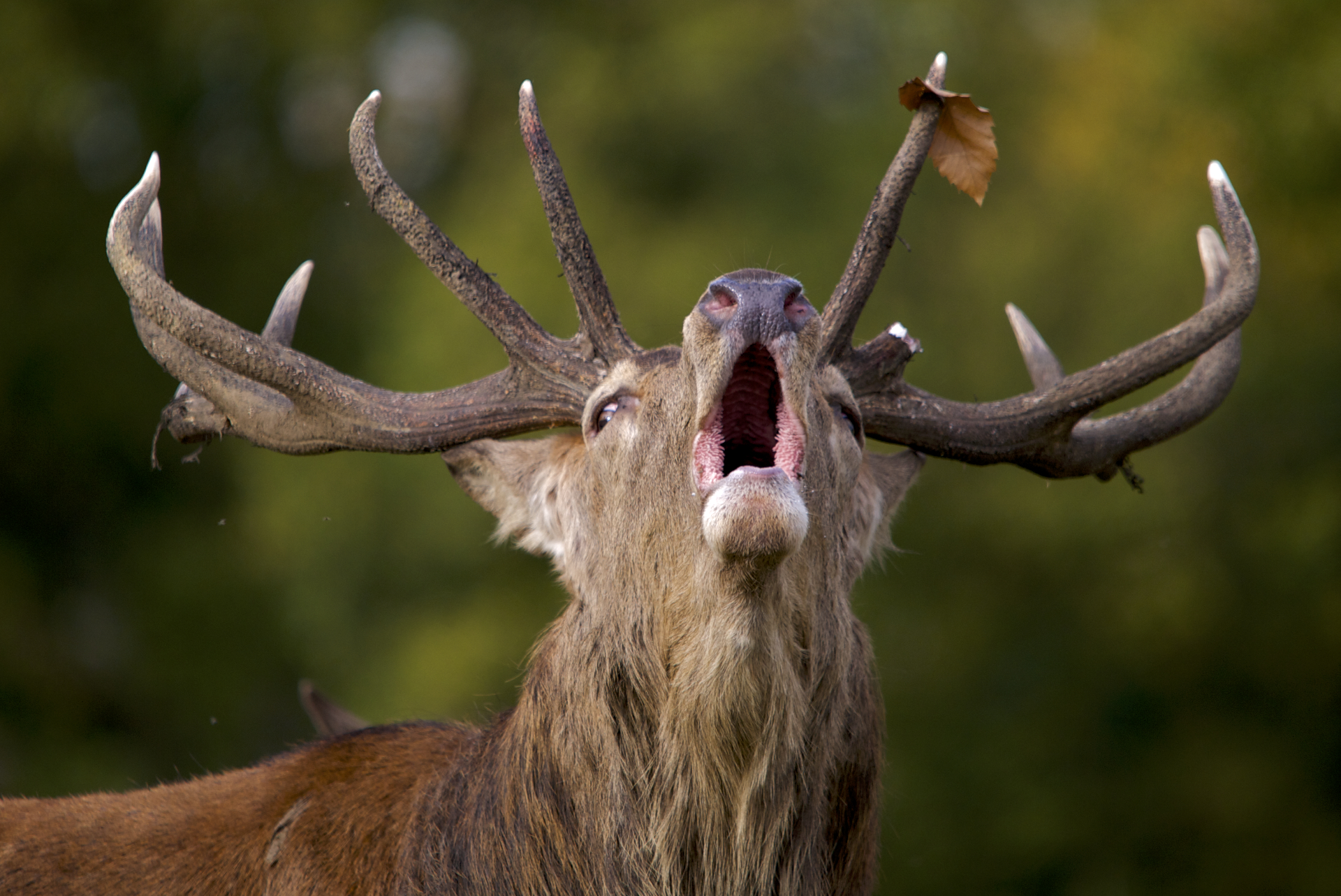
Primer plano de un gran ejemplar de ciervo durante la berrea

Se conoce comúnmente como berrea o brama al periodo de celo del ciervo rojo, debido al sonido gutural que emiten los machos.
Este período se inicia a comienzos del otoño boreal, normalmente a finales de septiembre. Los machos se encuentran en su máximo esplendor al comenzar la temporada, e intentan adueñarse de un territorio.
Las demostraciones de poder de los machos incluyen los berreos y luchas rituales, en las que utilizan su cornamenta. Los territorios preferidos son aquellos en los que las hembras deban beber o alimentarse. Los machos ganadores reúnen harenes de hasta 50 hembras. Normalmente después de un par de intentos, el macho monta a la hembra por breves momentos en el coito. De no haber fecundación, la hembra vuelve a ovular al cabo de unos 18 días. La gestación dura unos 235 días, tras la cual nace un único cervatillo. Las astas, la principal arma del macho, caen en marzo, y vuelven a crecer, proceso que se repite anualmente y se identifica con un estímulo de la reproducción.
La berrea es un atractivo turístico, y se organizan viajes en las fechas en que esta ocurre. Algunos de los lugares más conocidos de España para presenciar la berrea son la  Sierra de la Culebra (Zamora), Montaña Palentina (Palencia), Monfragüe, Saja-Besaya (Cantabria), Cijara (Extremadura), Los Alcornocales (Cádiz) , Cabañeros (Ciudad Real),Montes Universales en la Sierra de Albarracín (Teruel) 